# Otematata
Otematata est une petite localité du District de Waitaki, située dans le nord de la région d’Otago dans l’Île du Sud de la Nouvelle-Zélande.

## Situation
Elle est entourée par des pics raides et le joli lacs de la vallée de ‘Waitaki’. 

## Population
Elle a une population inférieure à celle d’une ville  et en 2001, le recensement de la Nouvelle-Zélande (en) donnait un nombre de résidents habituels de 243 habitants.
Lors du recensement de 2006, le nombre avait diminué à 189 habitants. Alors qu’il était considérablement plus élevé en 1960, durant la construction du barrage de Benmore et celui d'Aviemore.

## Toponymie
Otematata en langue Māori signifie "la place des bons silex".

## Histoire
Les premiers habitants du secteur furent les Māori à l’occasion des expéditions de chasse ou lors des déplacements à travers la vallée pour atteindre les zones de l’intérieur et pour franchir les montagnes des Alpes du Sud.
La ville de Otematata fut construite en 1958, comme habitat pour la construction des barrages d’Aviemore et de Benmore. 
L’ECNZ (ou Electricity Corporation of New Zealand (en)) l’utilisa comme base de vie jusqu’au début de l’année 1990.
Avant, il n’y avait guère que des stations d’élevage de mouton du haut pays, nommée ‘Rostiever Run’, qui était la propriété de la famille ‘Munro’ et l’Otematata Station’ qui était la propriété de la famille ‘Cameron’.

## Activités
La présence des successeurs de la société ‘ECNZ' est maintenant minimale dans la mesure où le fonctionnement des barrages est commandé par un contrôle à distance et Otematata est devenu un village de maisons de vacances.
C’est une destination réputée pour les congés avec un hôtel, un restaurant, un terrain de camping, une auberge de jeunesse, et d’autres services de base.
La population de la ville peut atteindre plus de 5 000 personnes pour les vacances de Noël et de la nouvelle année dans la mesure ou les vacanciers venant de tout autour de la Nouvelle-Zélande viennent pour profiter des lacs. Le ski nautique est un passe-temps populaire dans la vallée de Waitaki .

## Climat
Comme beaucoup de zone de l’intérieur, Otematata a un temps allant du très froid en hiver au très chaud en été.
Au cours des 5 dernières années, la température a ainsi pu varier de 35,7 °C à −6,7 °C, avec une pluviosité allant de 282 mm à 431 mm par an.

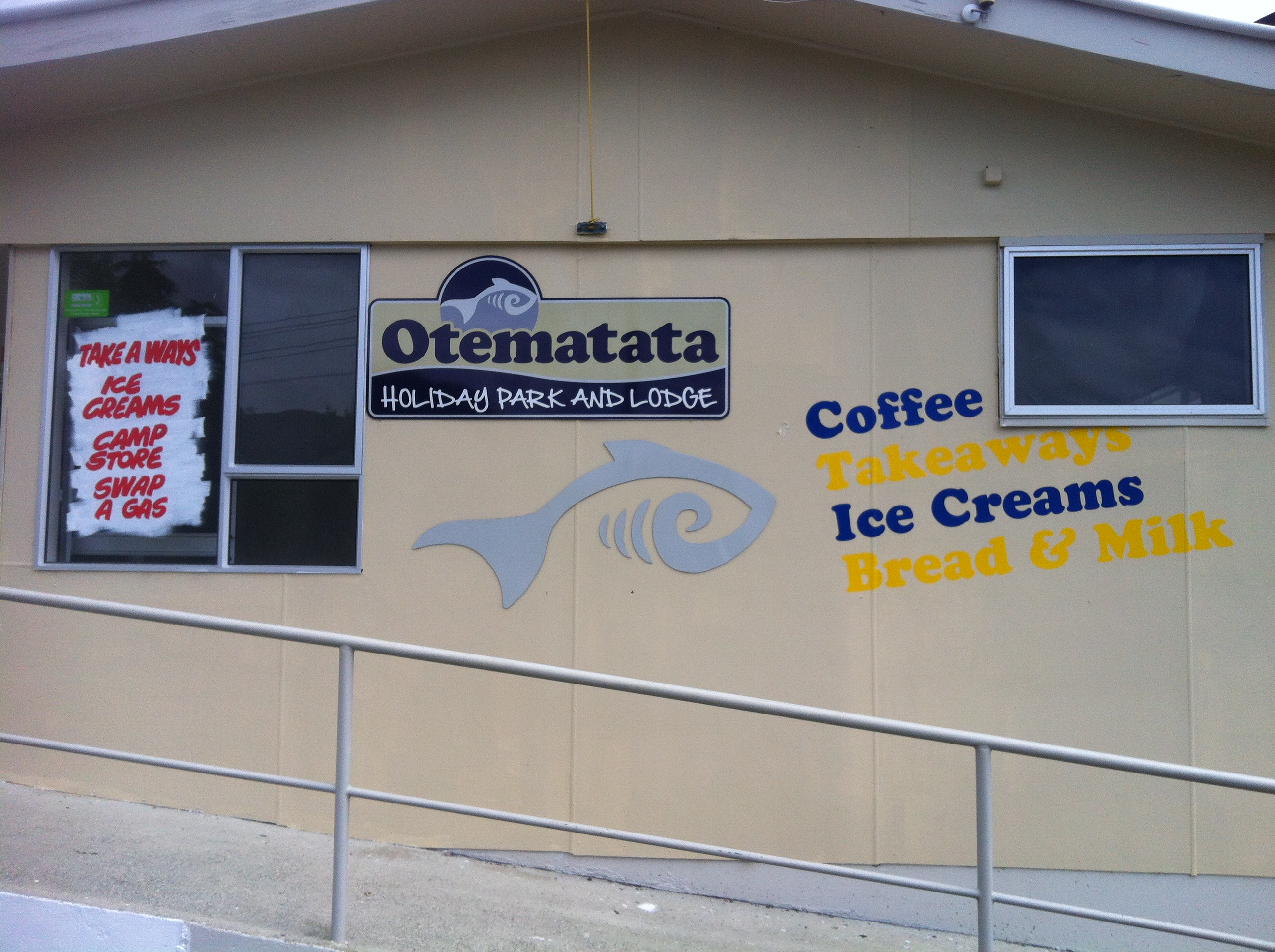
Le parc de vacance d’Otematata Holiday Park et ses logements.
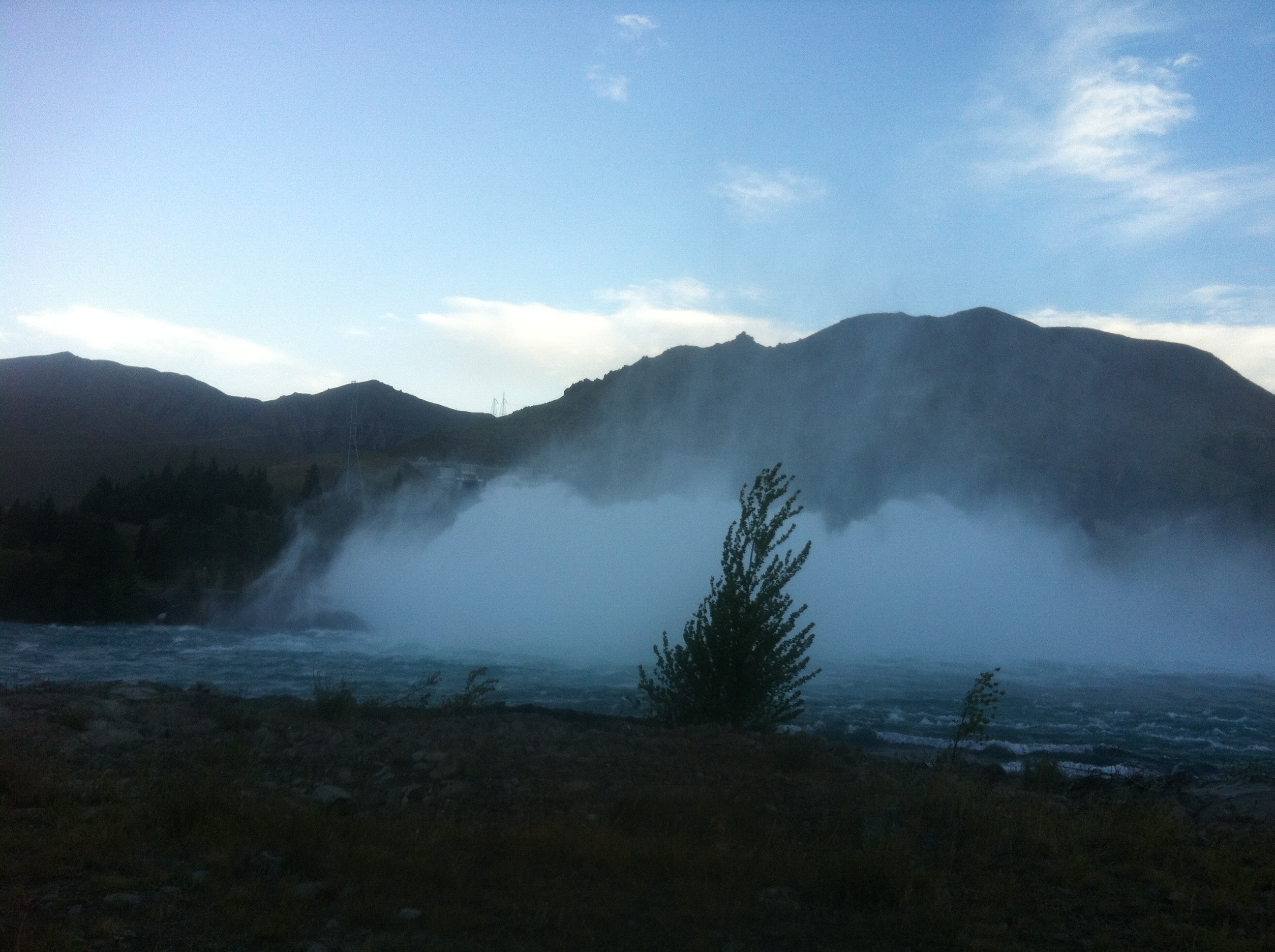
Le déversoir du barrage de Benmore Dam à pleine capacité.
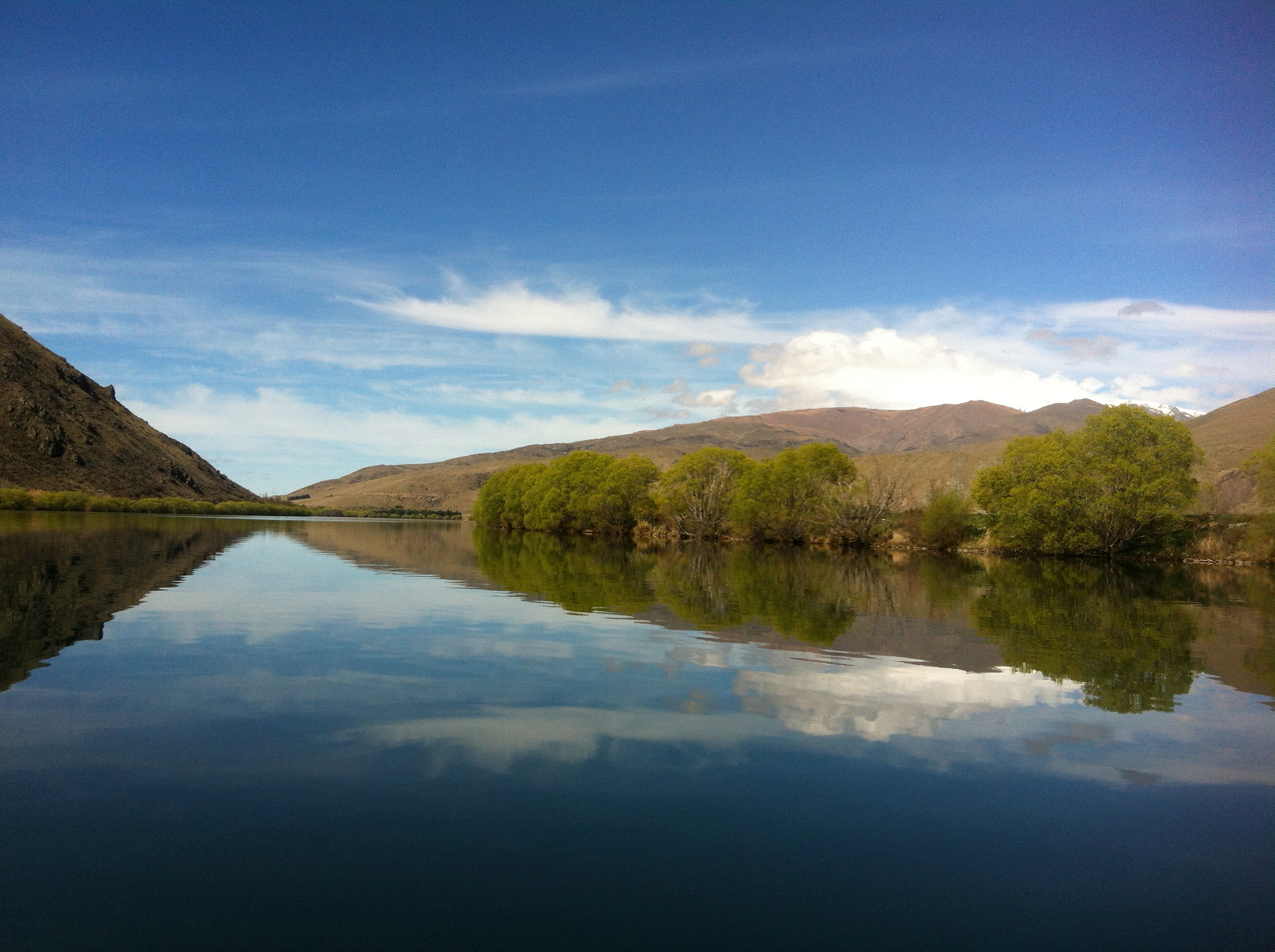
Un jour de printemps au niveau du lac d’Aviemore.